# Kaunissaari (ö i Södra Karelen, Imatra)
Kaunissaari är en ö i Finland. Den ligger i sjön Simpelejärvi och i kommunen Parikkala i den ekonomiska regionen  Imatra ekonomiska region  och landskapet Södra Karelen, i den sydöstra delen av landet, 290 km nordost om huvudstaden Helsingfors. Öns area är 2,2 hektar och dess största längd är 190 meter i nord-sydlig riktning.